# Movemento Galego ao Socialismo
El Movemento Galego ao Socialismo (MGS; 'Movimiento Gallego al Socialismo') fue una organización política independentista gallega de izquierdas fundada en marzo de 2009 a partir del Movemento pola Base. Formó parte del Bloque Nacionalista Galego (BNG) y tenía representación en la Confederación Intersindical Galega (CIG). En 2021 se refundó en el Movemento Arredista (Movimiento Arredista).

## Historia
El MGS se constituye formalmente el 20 de marzo de 2009 como agrupación de militantes del BNG que aspiran a realizar un trabajo de recuperación de sus principios fundamentales en el seno del propio BNG, obligando así al frente a reconducir las políticas que consideraban "obsoletas" del soberanismo y de la izquierda política en Galicia.
El origen del MGS se sitúa en un espacio político, el independentismo de izquierdas crítico con la praxis del BNG, en el que previamente ya existían diversas experiencias, como la organización juvenil Isca! - que nació de forma autónoma en 2006 pero acabó convirtiéndose en las juventudes del MGS - y el Movemento pola Base (MpB) hasta su salida del BNG y posterior desaparición.
El MpB, que se definía como organización independentista, socialista y de clase, nació en 2006 dentro del BNG, y expresaba su oposición a lo que consideraba como un estancamiento en lo que tocaba a algunos de los pilares básicos de la coalición, especialmente el soberanismo y la izquierda, y a su vez integraba también a antiguos militantes de la Unión do Povo Galego (UPG), partido integrante del BNG. Finalmente, un sector del MpB abandonó definitivamente el BNG el 14 de marzo de 2009 y, tras una breve controversia por las siglas, el sector mayoritario del MpB - que permaneció en el BNG - decidió renunciar al nombre para evitar mayor confrontación y creó una nueva organización con la actual denominación de Movemento Galego ao Socialismo (MGS), a la que se incorporaron nuevos militantes.

### Primer período
Ya como MGS, en mayo de 2009, la organización participa en la XII Asemblea Nacional del BNG, donde presentan una candidatura denominada Máis Alá (Más Allá), encabezada por el escritor Rafa Vilar, que tuvo 76 votos (3,13% del total) y obtuvo 2 representantes en el Consello Nacional del BNG. En la elección de la Ejecutiva, se integró su cabeza de lista en la candidatura de Alternativa pola Unidade (Alternativa por la Unidad), enfrentada con la de Máis BNG (Más BNG), al entender que se aproximaba más a sus postulados, al situarse más a la izquierda.
Además, en este período, el MGS mantenía una importante presencia en el sindicato CIG, donde participa de la mayoría sindical; así como en el movimiento juvenil a través de Isca! y en diversos movimientos sociales.
En febrero de 2010 el MGS realiza su presentación formal durante su I Encontro Nacional, que se celebró en el concello de Teo. En ese encuentro, la militancia fijó oficialmente la posición del MGS al abogar por un carácter asambleario, por una estrategia de nacionalismo emancipador y por los postulados de la izquierda transformadora. Además, escogió a una Coordenadora Nacional encargada de dirigir la organización de forma provisional hasta la celebración de una asamblea.
En enero de 2012 el BNG celebró su XIII Asemblea Nacional, donde el MGS presenta una lista, encabezada de nuevo por Vilar. La votación del Consello Nacional concluyó en 248 votos para el MGS (5%), frente a los 2.164 (48%) que obtuvo la candidatura apoyada por la UPG, y los 2.026 (45%) que obtuvieron Máis Galiza y Encontro Irmandiño. En la Asemblea se reeligió a Guillerme Vázquez como Portavoz Nacional y se escogió a Francisco Jorquera como candidato a la presidencia de la Junta de Galicia, que contó con el voto favorable del MGS, que mantuvo su puesto en la Ejecutiva. Además, el MGS presentó una enmienda para la vuelta del BNG al asamblearismo, que fue aprobada, con lo que se modificó el funcionamiento del máximo órgano de decisión de la coalición, así como un voto particular con propuestas programáticas alternativas, que fue transaccionado.
Tras esta Asemblea, tanto Encontro Irmandiño como Máis Galiza abandonaron el BNG, fundando otras fuerzas política. Quedaron en la coalición la UPG, el MGS y un grupo de militantes de Máis Galiza que no aceptaron la salida del BNG y formaron el colectivo Abrente-Esquerda Democrática Galega.

### I Asemblea Nacional
En mayo de 2012 el MGS convoca su I Asemblea Nacional, haciendo un llamamiento a la incorporación de más militantes nacionalistas e independentistas de dentro y fuera del BNG, y realizando una valoración positiva de la evolución de la línea política de esta coalición. La Asemblea aprueba un documento político, otro organizativo y los Estatutos, y escoge una Mesa Nacional. Se acuerda también solicitar el reconocimiento oficial como colectivo integrado en el BNG, lo que consiguen en julio del mismo año.
En la XIV Asemblea Nacional del BNG, celebrada en marzo de 2013, se presenta una lista única, encabezada por Xavier Vence, quien se convierte en Portavoz Nacional. La candidatura obtiene el 95% de los apoyos y por primera vez el MGS no presenta lista propia. Se incorporó Ximena González a la Ejecutiva del BNG, manteniéndose también Vilar en la misma.

### II Asemblea Nacional
En diciembre de 2014 se celebra la II Asemblea Nacional del MGS con el lema "Construír e Avanzar - Galiza independente e futuro socialista" ("Construir y Avanzar - Galicia independiente y futuro socialista"). En la Asemblea se aprobó la orientación política a seguir durante los siguientes años, se definió un programa político estratégico, se integró Isca! como organización juvenil del MGS y se adoptó un modelo organizativo típico de los partidos comunistas, basado en el centralismo democrático.
Su actual líder es el poeta y escritor Rafa Vilar.

## Posicionamientos políticos
El MGS defiende la independencia de Galicia y el socialismo. El partido rechaza el modelo autonómico, que considera agotado, y reclama una "República Galega" en la que el poder esté en manos de la clase trabajadora, al señalar "el estrecho vínculo entre la alternativa anticapitalista y la lucha por la soberanía nacional"; promueve la autoorganización del pueblo gallego en todos los ámbitos; y defiende una alianza permanente con los "movimientos de izquierda rupturista de las naciones sin Estado". También promueve la profundización de las relaciones con la Lusofonía.
Desde el punto de vista del MGS, el BNG recuperó progresivamente su carácter de "alternativa real al sistema" al recuperar su discurso histórico, lo que permitió superar el "lastre" de un proceso previo de "desnaturalización ideológica y política". Para este partido, la forma de alcanzar sus objetivos es la implicación de todo el pueblo en un proceso de "constitución de un Estado gallego, la toma del poder por la mayoría social y la construcción del socialismo".
El partido reclama la ruptura con la Unión Europea y la salida de Galicia de la misma, al caracterizar a la UE como "un proyecto al servicio del capital" de carácter antidemocrático, contraria a los intereses económicos y sociales gallegos e irreformable en sus aspectos esenciales. Manifestó también su oposición al TTIP, definiéndolo como un nuevo paso en una ofensiva neoliberal a nivel internacional, y también defiende la disolución de la OTAN.
Internacionalmente, el MGS apoya los gobiernos de Cuba y Venezuela, así como sus procesos revolucionarios, y también ha manifestado su apoyo al proceso de independencia en Cataluña, al boicot internacional a Israel, al Partido Comunista Sudafricano, al proceso de paz en el País Vasco y la libertad de Arnaldo Otegi (ya en libertad). Además, el MGS mantiene relaciones con otras organizaciones de izquierda independentista. Así, en su II Asemblea Nacional, el MGS contó con intervenciones de representantes de Sortu, la CUP catalana o Izquierda Castellana, y recibió saludos de Andalucía Comunista, Unidad del Pueblo (organización independentista de Canarias), el Frente Popular para la Liberación de Palestina (FPLP) y del Consulado cubano en Galicia. Fue firmante en 2015 de la llamada "Declaración de Valencia" junto a organizaciones revolucionarias de Galicia, Cataluña, el País Vasco, Palestina, Escocia o Venezuela.

## Actos propios
El MGS orienta la mayor parte de su actividad a las organizaciones de las que participa, de modo que no tiene una presencia pública continua. No obstante, celebra de su fundación un homenaje anual a Moncho Reboiras, en el cementerio de Imo, en el aniversario de su asesinato. Además, también organiza un acto de conmemoración de la Revolución de Octubre junto al Colectivo Nacionalista (CN) de Marín y el Partido Comunista do Povo Galego (PCPG). También ha organizado asambleas abiertas en varias comarcas de Galicia, diversos actos a favor de la ruptura con la UE y actividades propagandísticas como la realización de murales.

## Estructura
Durante los primeros años, el MGS se definía como una organización asamblearia basada en las diferentes asambleas de zona (de ámbito comarcal). En el Encontro de Teo fue creada la Coordinadora Nacional, responsable de la coordinación del MGS hasta la celebración de su I Asemblea Nacional, que aprueba unos Estatutos en los que se reforma el modelo organizativo y se afirman como principios fundamentales "el asamblearismo, la dirección colectiva y unitaria, la disciplina militante, la crítica y la autocrítica". En la II Asemblea Nacional se profundiza en esta dirección al aprobarse el centralismo democrático como principio básico. Además de las asambleas de zona, el MGS cuenta también con una estructura en el exterior en la que se encuadra la militancia que se encuentra fuera de Galicia.

## Publicaciones
El MGS edita dos veces al año una revista, llamada "Arredista!", con diversos informes, análisis y artículos de opinión sobre asuntos de política gallega e internacional. Además, cuenta con una hoja agitativa llamada Máis Alá, que trata temas monográficos y no tiene periodicidad fija.

## Presencia en otras organizaciones
El MGS continúa el análisis realizado en la primera época del MpB que condujo al rechazo de una estrategia marginalista. El objetivo es tener presencia social y presencia en aquellos organismos vinculados con el nacionalismo gallego, nominalmente, en el BNG y en la CIG.
Cuanto a la presencia en el BNG, el MGS cuenta con uno de los quince miembros de la Ejecutiva Nacional en base al apoyo dado a la candidatura de la UPG Alternativa pola Unidade  en la Asamblea Nacional Extraordinaria del BNG celebrada después de la salida del gobierno bipartito. Gracias al apoyo de la candidatura del MGS, Máis Alá, la presentada por UPG y liderada por Guillerme Vázquez, este consiguió alcanzar los ocho representantes que le daban la victoria sobre los siete "quintanistas" de Máis BNG liderazgos por Carlos Aymerich.
En cuanto a la presencia en la CIG, el MGS forma parte de la mayoría sindical que se presentó al V Congreso Confederal de la CIG y que escogió Suso Seixo cómo nuevo Secretario Nacional de la central sindical. Además, el MGS tiene presencia destacada en las comarcas de Ferrol, Vigo, Pontevedra y Compostela.